# XB-16轟炸機
Martin XB-16（Model 145）是一款由格倫·L·馬丁公司於1930年代設計的重型轟炸機。

## 發展
為了滿足美國陸軍航空兵團對轟炸機的要求，B-16將可攜帶2,500磅（1,100公斤）炸彈飛行5,000英里（8,000公里；4,300海里）。
XB-16（Model 145A）預計裝配4具Allison V-1710-3活塞發動機。
1935年，馬丁將XB-16設計修改為Model 145B。翼展從140英尺（43米）增加到173英尺（53米），並在後緣增加了一組 V-1710引擎。此版本的翼展比B-29超級堡壘轟炸機大20%。
XB-16被取消的原因基本上與波音的XB-15轟炸機相同，因為它的速度不夠快，無法滿足陸軍的要求。由於兩者大約在同一時間被取消，馬丁沒有時間生產XB-16。

## 外部連結
- 美国空军博物馆对 XB-16 的描述
- Martin aircraft 146 specifications